# Piràmide dels aliments
La piràmide dels aliments és un esquema dels diferents grups d'aliments i de les racions que n'hem de prendre al dia. Està construïda de tal manera que els aliments que es troben a la base són més importants en la nostra dieta que els aliments que es troben en el vèrtex superior.
La piràmide estava constituïda originalment per cinc grups d'aliments, que són els següents:
1. Sal, sucre, dolços (llaminadures) i greixos (embotits).
2. Carn, peix, ous i fruits secs.
3. Làctics (llet i derivats com el formatge i el iogurt).
4. Verdures, hortalisses, oli i fruites.
5. Pa, pasta, arròs, llegums, fècules (patates) i cereals.

## Els nutrients

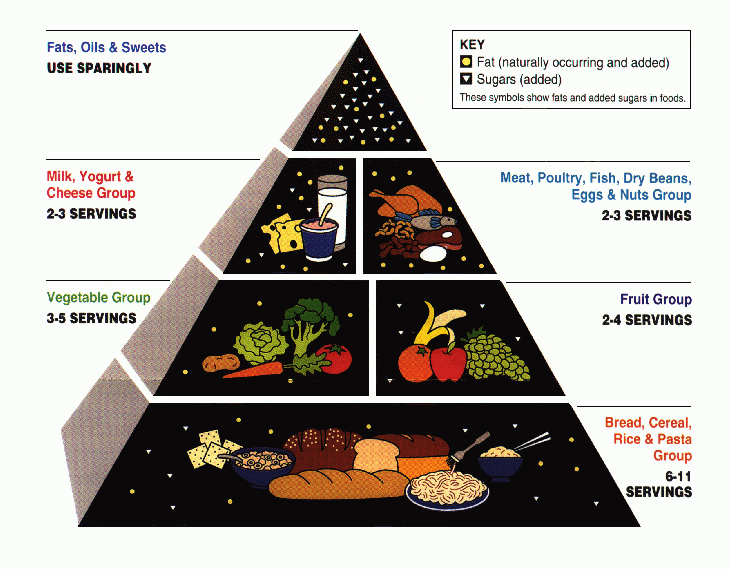
Piràmide dels aliments

Els nutrients són les substàncies de les quals obtenim l'energia que necessitem. Aquests nutrients provenen dels aliments que ingerim.
Hi ha tres tipus de nutrients:
1. Els nutrients constructors: són les proteïnes que es troben en la carn, el peix, els ous, els fruits secs, la llet i els seus derivats. Són importants per al nostre cos i per a la nostra dieta —per a créixer, per defensar-nos de les infeccions i per substituir les parts del cos que es renoven constantment, com per exemple la pell o els cabells.
2. Els nutrients energètics: els nutrients energètics són de dos tipus. Els més energètics són els hidrats de carboni (també anomenats sucres) i es troben en el pa, la pasta, l'arròs, els cereals i la fruita. L'altre tipus d'aliments energètics són els lípids —que també es poden anomenar greixos— i els trobem en els dolços, les llaminadures, els olis i les mantegues. Són importants per al nostre cos i per la nostra dieta, ja que constitueixen l'energia per al nostre organisme; sense aquesta energia no podríem caminar, ni córrer i els nostres òrgans no podrien fer la seva funció.
3. Els nutrients reguladors: pertanyen a aquest grup l'aigua, la fibra, les vitamines i les sals minerals que no podem obtenir a través de les verdures i hortalisses, la sal, etc. Són importants per al nostre cos i per a la nostra dieta, perquè controlen que totes les funcions del nostre organisme es portin a terme adequadament.

## Controvèrsia
Molts experts en nutrició, com el nutricionista de Harvard Dr. Walter Willet o el doctor Juan Revenga, creuen que la representació de la piràmide original del 1992 (la versió americana) i la majoria de les representacions que s'han fet posteriorment, no reflecteixen l'última recerca en dietètica. Per exemple, es dona menys importància a les verdures (4t nivell) que als cereals (5è nivell) o es posen al mateix nivell els llegums que les patates (els llegums aporten proteïnes i les patates, hidrats de carboni) entre d'altres.
Per tal de corregir aquest biaix, s'han fet diverses representacions en forma d'un plat equilibrat amb tots els components que hauria d'incloure una dieta sana. Per exemple, des del 2011, als Estats Units tenen com a referència en els programes d'alimentació saludable el programa MyPlate; també ha tingut força èxit la variant que n'han fet a la Universitat Harvard, amb el nom de Healty Eating Plat (o "El Plat Saludable", la seva traducció al català), i que podem trobar a la pàgina web corresponent del web de la Universitat Harvard